# Memoriał Ireny Szewińskiej 2019
1. Memoriał Ireny Szewińskiej – międzynarodowy mityng lekkoatletyczny, rozegrany 12 czerwca 2019 na stadionie imienia Zdzisława Krzyszkowiaka w Bydgoszczy. Dzień przed zawodami, na Wyspie Młyńskiej, odbył się konkurs skoku o tyczce mężczyzn. Konkurs rzutu młotem mężczyzn odbywający się podczas mitingu zaliczany był do cyklu IAAF Hammer Throw Challenge.

## Rezultaty
Źródło:
| – rekord mityngu \| – rekord kraju \| – rekord życiowy \| – najlepszy wynik w sezonie |

### Mężczyźni
| Konkurencja:                  | 1. miejsce          | Rezultat | 2. miejsce          | Rezultat | 3. miejsce          | Rezultat |
| Bieg na 100 m                 | Simon Magakwe       | 10,39    | Christopher Belcher | 10,43    | Remigiusz Olszewski | 10,59    |
| Bieg na 400 m                 | Abbas Abu Bakr      | 45,67    | Kyle Clemons        | 45,97    | Rabah Yousif        | 46,05    |
| Bieg na 800 m                 | Adam Kszczot        | 1:45,14  | Tshepo Tshite       | 1:45,78  | Mateusz Borkowski   | 1:46,03  |
| Bieg na 110 m przez płotki    | Damian Czykier      | 13,75    | Lorenzo Perini      | 13,76    | Khai Riley-Laborde  | 13,81    |
| Bieg na 3000 m z przeszkodami | Barnabas Kipyego    | 8:26,88  | Lawrence Kemboi     | 8:31,27  | Tolosa Nurgi        | 8:35,24  |
| Skok o tyczce                 | Paweł Wojciechowski | 5,81     | Augusto Dutra       | 5,71     | Piotr Lisek         | 5,71     |
| Pchnięcie kulą                | Michał Haratyk      | 21,90    | Chuck Enekwechi     | 20,98    | Jakub Szyszkowski   | 20,39    |
| Rzut młotem                   | Wojciech Nowicki    | 80,26    | Paweł Fajdek        | 80,09    | Nick Miller         | 78,39    |

### Kobiety
| Konkurencja:               | 1. miejsce        | Rezultat | 2. miejsce             | Rezultat | 3. miejsce          | Rezultat |
| Bieg na 100 m              | Morolake Akinosun | 11,27    | Ewa Swoboda            | 11,35    | Imani Lansiquot     | 11,35    |
| Bieg na 400 m              | Amina Seyni       | 51,11    | Justyna Święty-Ersetic | 51,30    | Laviai Nielsen      | 51,51    |
| Bieg na 800 m              | Frewoni Hailu     | 2:01,34  | Diana Mezuliáníková    | 2:01,91  | Joanna Jóźwik       | 2:03,09  |
| Bieg na 100 m przez płotki | Luminosa Bogliolo | 13,07    | Klaudia Siciarz        | 13,37    | Jade Barber         | 13,39    |
| Skok w dal                 | Anasztázia Nguyen | 6,57     | Evelise Veiga          | 6,57     | Magdalena Żebrowska | 6,51     |